# Tomeurus gracilis
Tomeurus gracilis ist ein Süßwasserfisch aus der Familie der lebendgebärenden Zahnkarpfen. Als einziger Vertreter der Familie bringt er keine lebenden Jungen zur Welt, sondern legt weit entwickelte Eier, die im Körper des Weibchens befruchtet wurden.

## Merkmale
Die Fische erreichen eine Länge von 3,5 cm, nach anderen Angaben werden Männchen bis 7 cm, die Weibchen sogar 8 cm groß. Der Körper des Kärpflings ist langgestreckt mit kleinem Kopf und relativ großen Augen. Die Rückenflosse befindet sich verglichen mit anderen lebendgebärenden Zahnkarpfen weit hinten. Die zum Gonopodium umgebildete Afterflosse der Männchen ist lang, besitzt eine geweihartige Struktur und befindet sich in einer Körpermulde an der Bauchunterseite. Die Afterflosse der Weibchen ist groß, die ersten Flossenstrahlen sind verlängert. Beide Geschlechter besitzen einen Schuppenkiel in der hinteren Körperhälfte, der noch deutlicher als beim Messerschwanzkärpfling ausgebildet ist. Die Körpergrundfarbe ist braungelb, die Bauchregion bleibt etwas heller. Vor allem in der hinteren Körperhälfte wirkt der Kärpfling transparent. Die Flossen sind farblos, bei manchen Populationen leicht gelb getönt. Entlang der horizontalen Körpermitte verläuft ein dünner, schwarzer Strich.

## Vorkommen und Lebensweise
Tomeurus gracilis besiedelt hauptsächlich die Gezeitenzone küstennaher Fließgewässer im östlichen Venezuela, Guyana und Suriname bis zum Einzugsgebiet des Rio Tocantins im brasilianischen Bundesstaat Pará. Die Kärpflinge halten sich bevorzugt an der Wasseroberfläche auf. Wasserpflanzen gibt es keine, nur bei Flut befinden sich Gräser vom Uferrand unter Wasser. Es wird angenommen, dass die Fische an diesen Grashalmen ihre Eier ablegen, die dann regelmäßig bei Ebbe trockenfallen.
Tomeurus-Weibchen tragen meist nur ein einziges Ei, das sich nach der für die lebendgebärenden Zahnkarpfen typischen inneren Befruchtung zirka zwei Wochen im Körper der Mutter entwickelt, bevor es abgelegt wird und sich dann ungefähr zwei weitere Wochen weiterentwickelt, bevor das Jungtier schlüpft.

## Systematik
Innerhalb der lebendgebärenden Zahnkarpfen nimmt Tomeurus gracilis aufgrund der Vermehrungsweise eine Sonderstellung ein. Die Art wird in einem eigenen Unterfamilie Tomeurinae geführt und gilt als basale Art der Familie.